# Павлов, Эдуард Эдуардович
Эдуа́рд Эдуа́рдович Па́влов (укр. Едуард Едуардович Павлов; род. 9 июля 1965, Луганск) — советский футболист и украинский тренер.

## Карьера
Воспитанник киевского футбола. Первый тренер — Вячеслав Семёнов. Игровое амплуа — защитник.
Играл в командах: ДЮСШ «Динамо», «Металлург» (Днепродзержинск), СКА (Одесса), «Шахтёр» (Павлоград), «Заря» Луганск, «Хазар» (Ленкорань, Азербайджан), «Касансаец» (Касансай, Узбекистан), «Груец» (Груец, Польша).
Тренировал команды: детские — ДЮСШ «Динамо», РВУФК U-16, «Евробис», «Арсенал» (все — Киев), юношеская сборная Украины «U-15»; взрослые — «Нафком» Бровары, «Княжа», «Княжа-2» (Счасливое), «Нива» Тернополь, «Сталь» Днепродзержинск, «Ингулец» Петрово, «Ереван», «Арсенал U-19» Киев, ФК «Львов». Имеет лицензию «PRO» UEFA. Тренерский стаж — более 22 лет.
В ноябре 2021 года заменил Сергея Шевченко во главе МФК «Николаев». Во главе этой команды провёл всего один матч — сыграл вничью с «Реал Фармой». Следующие матчи «корабелов» были перенесены на весну 2022 года из-за вспышки коронавируса среди игроков команды. А уже в феврале 2022 года началось вторжение России на Украину, из-за чего чемпионат второй лиги не был доигран. Следующий чемпионат «Николаев» пропустил по собственной инициативе.